# Дірк Брінкманн
Дірк Брінкманн (нім. Dirk Brinkmann, 2 жовтня 1964) — німецький хокеїст на траві.
Срібний призер Олімпійських Ігор 1984, 1988 років.